# Ōwani
Ōwani (jap. 大鰐町 Ōwani-machi) – miasto w Japonii, na północnym Honsiu, w prefekturze Aomori i powiecie Minamitsugaru. Ma powierzchnię 163,43 km². W 2020 r. mieszkało w nim 8 665 osób, w 3 211 gospodarstwach domowych  (w 2010 r. 10 978 osób, w 3 636 gospodarstwach domowych) .

## Geografia
Miasteczko położone jest w południowej części prefektury, przy granicy z prefekturą Akita.
Przez Ōwani przebiegają drogi krajowe 202 i 454 oraz linie kolejowe: Ōu-honsen i Ōwani-sen.

Ōwani w prefekturze Aomori

## Demografia
Według danych z kwietnia 2014 roku w miejscowości mieszkało 10 692 osób, w tym 4 921 mężczyzn i 5 771 kobiet, tworzących 4 276 gospodarstw domowych.
| 1995   | 2000   | 2005   | 2010   | 2015  | 2020  |
| ------ | ------ | ------ | ------ | ----- | ----- |
| 13 990 | 12 881 | 11 921 | 10 978 | 9 676 | 8 665 |